# Блинников, Сергей Александрович
Сергей Александрович Блинников (20 декабря 1907, Старая Русса, Новгородская губерния — 7 октября 1985, Тосно, Ленинградская область) — советский офицер инженерных войск, участник Великой Отечественной войны, Герой Советского Союза (10.04.1945). Подполковник.

## Биография
Родился в семье служащего 20 декабря 1907 года в городе Старая Русса (ныне — Новгородской области). Русский.
Получил неоконченное среднее образование, работал на фанерном заводе. Член ВКП(б) с 1929 года.
В 1930—1937 служил в войсках НКВД. В 1932 окончил пограншколу, работал инспектором областного совета спортивного общества «Спартак» в Днепропетровске. В 1938 году был арестован органами НКВД СССР по ложному обвинению и почти год провёл в тюрьме. В 1939 году был освобождён.
В августе 1941 был призван вторично в Красную Армию и направлен на фронт Великой Отечественной войны. Воевал в инженерных войсках Южного фронта. С 1942 года — командир сапёрной роты 216-го батальона инженерных заграждений 43-й отдельной инженерной бригады особого назначения, а с 1943 года — командир 214-го батальона инженерных заграждений в этой бригаде, в которой воевал на Южном, Юго-Восточном, Сталинградском и вновь на Южном фронтах. Участник Сталинградской битвы, Ростовской, Миусской, Донбасской, Мелитопольской и Крымской наступательных операций. С 1944 года — командир 107-го отдельного моторизированного штурмового инженерно-сапёрного батальона на 1-м Украинском фронте. Был трижды ранен и получил перелом руки в бою.
Командир 107-го Келецкого отдельного моторизованного штурмового инженерно-сапёрного батальона 23-й моторизованной штурмовой инженерно-сапёрной бригады 13-й армии 1-го Украинского фронта майор С. А. Блинников проявил особый героизм в Висло-Одерской наступательной операции. Пройдя менее чем за 20 дней с боями свыше 300 километров по Польше на запад, в конце января 1945 года батальон Блинникова в числе первых форсировал реку Одер южнее города Штейнау и обеспечил переправу по льду стрелковым частям и подразделениям. Был ранен, но поля боя не покинул. 10 апреля 1945 года майору Блинникову было присвоено звание Героя Советского Союза «за устройство одной ледяной и трех мостовых переправ… за форсирование реки Одер и обеспечение захвата плацдарма, проявленные при этом храбрость и самоотверженность».
За образцовое выполнение боевых заданий командования на фронте борьбы с немецкими захватчиками и проявленные при этом отвагу и геройство, Указом Президиума Верховного Совета СССР от 10 апреля 1945 года майору Блинникову Сергею Александровичу присвоено звание Героя Советского Союза с вручением ордена Ленина и медали «Золотая Звезда» (№ 2408).
В августе 1945 окончил академические курсы при Военно-инженерной академии имени В. В. Куйбышева. В декабре 1955 года подполковник С. А. Блинников уволен в запас.
Жил в городе Тосно Ленинградской области. Работал в Тосненском райкоме партии, затем председателем Тосненского горсовета Ленинградской области.
Умер 7 октября 1985 года. Похоронен на городском кладбище в Тосно.

## Память

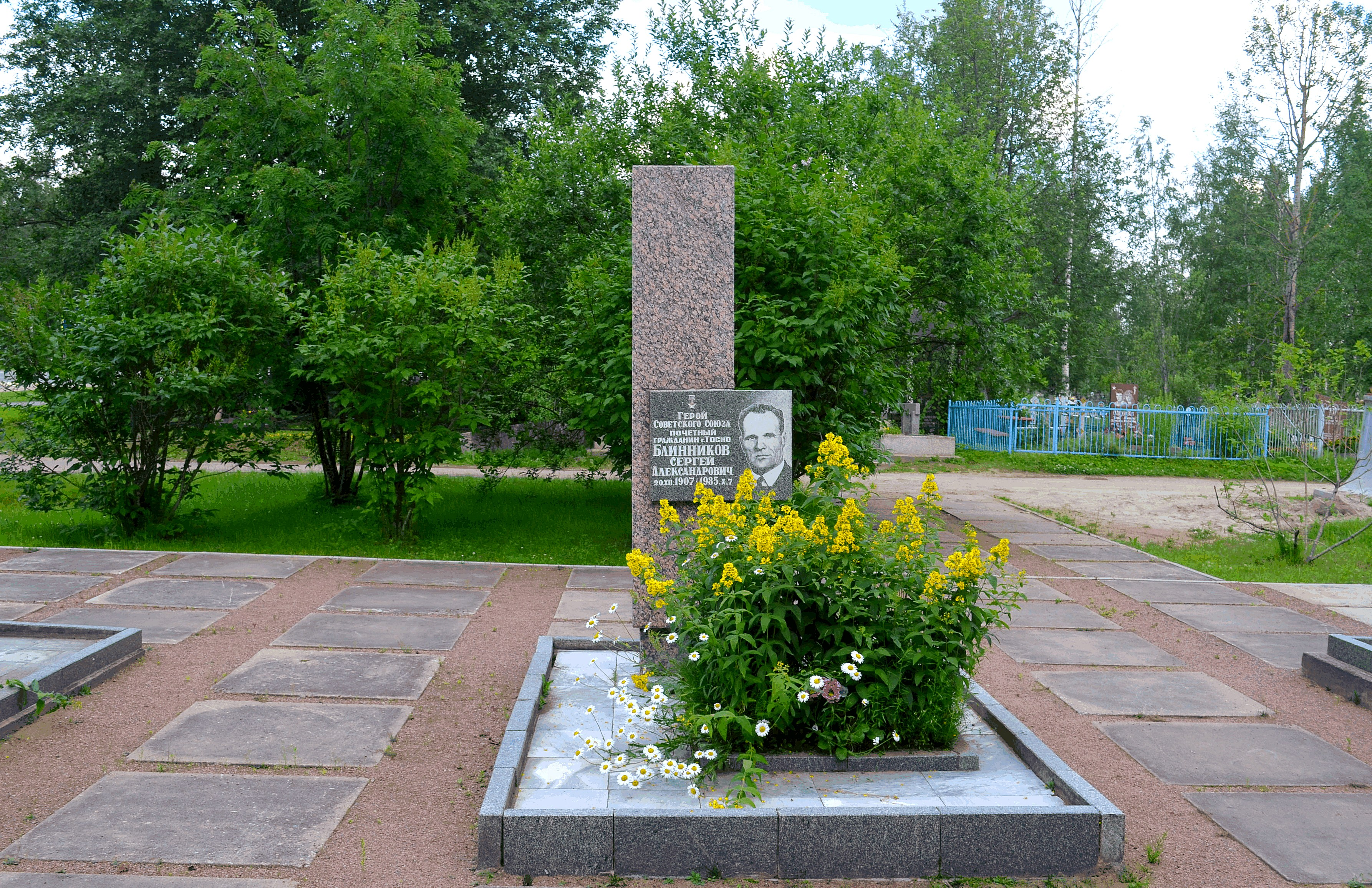
Могила Блинникова на кладбище г. Тосно

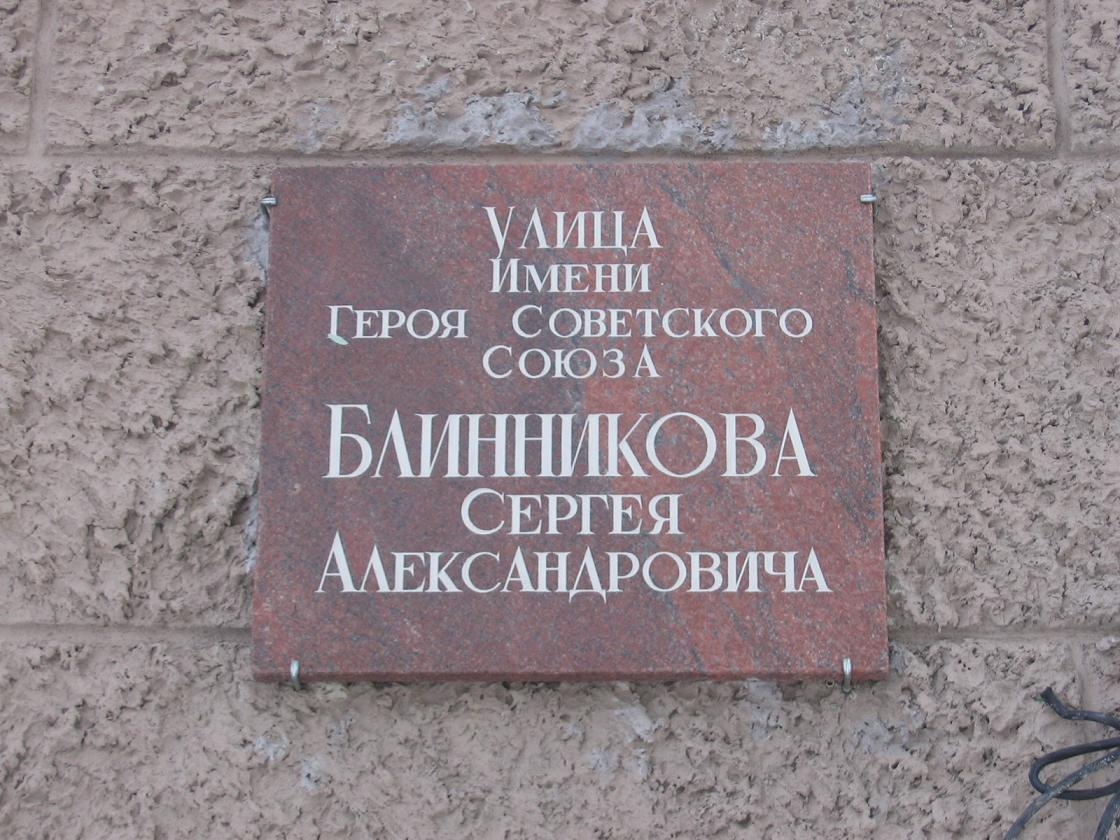
Мемориальная табличка на улице Блинникова, дом 12 в г. Тосно

- Именем Сергея Блинникова названа улица в городе Тосно, где расположена памятная доска[3].
- На Аллее Героев в городе Старая Русса установлен бюст С. А. Блинникова[4].

## Награды
- Герой Советского Союза (10.04.1945)
- Два ордена Ленина (10.04.1945, 30.12.1956)
- Два ордена Красного Знамени (25.12.1943, 5.11.1954)
- Два ордена Отечественной войны 1-й степени (14.03.1945, 11.03.1985)
- Три ордена Красной Звезды (25.12.1942, 9.05.1944, 15.10.1950)
- Медаль «За боевые заслуги» (3.11.1944)
- Медаль «За оборону Сталинграда»
- Медали СССР
- Почётный гражданин города Тосно Ленинградской области